# رینان سیلوا
رینان سیلوا (به پرتغالی: Renan da Silva) هافبک اهل برزیل است که در شهر ریودو ژانیرو و در تاریخ ۲۷ ژانویهٔ ۱۹۸۹ به دنیا آمده‌است.